# Stethophyma
A Stethophyma a sáskafélék rendszertani családjának egyik neme. Az ide tartozó fajok Eurázsiában és Észak-Amerikában élnek.

## Fajok
A genusba 6 faj tartozik. Magyarországon a tundrasáska képviseli.
1. Stethophyma celatum Otte, 1979
2. Stethophyma gracile Scudder, 1862
3. Stethophyma grossum Linnaeus, 1758 - tundrasáska (típusfaj)
4. Stethophyma kevani Storozhenko & Otte, 1994
5. Stethophyma lineatum Scudder, 1862
6. Stethophyma magister Rehn, 1902